# Neuroder Berge

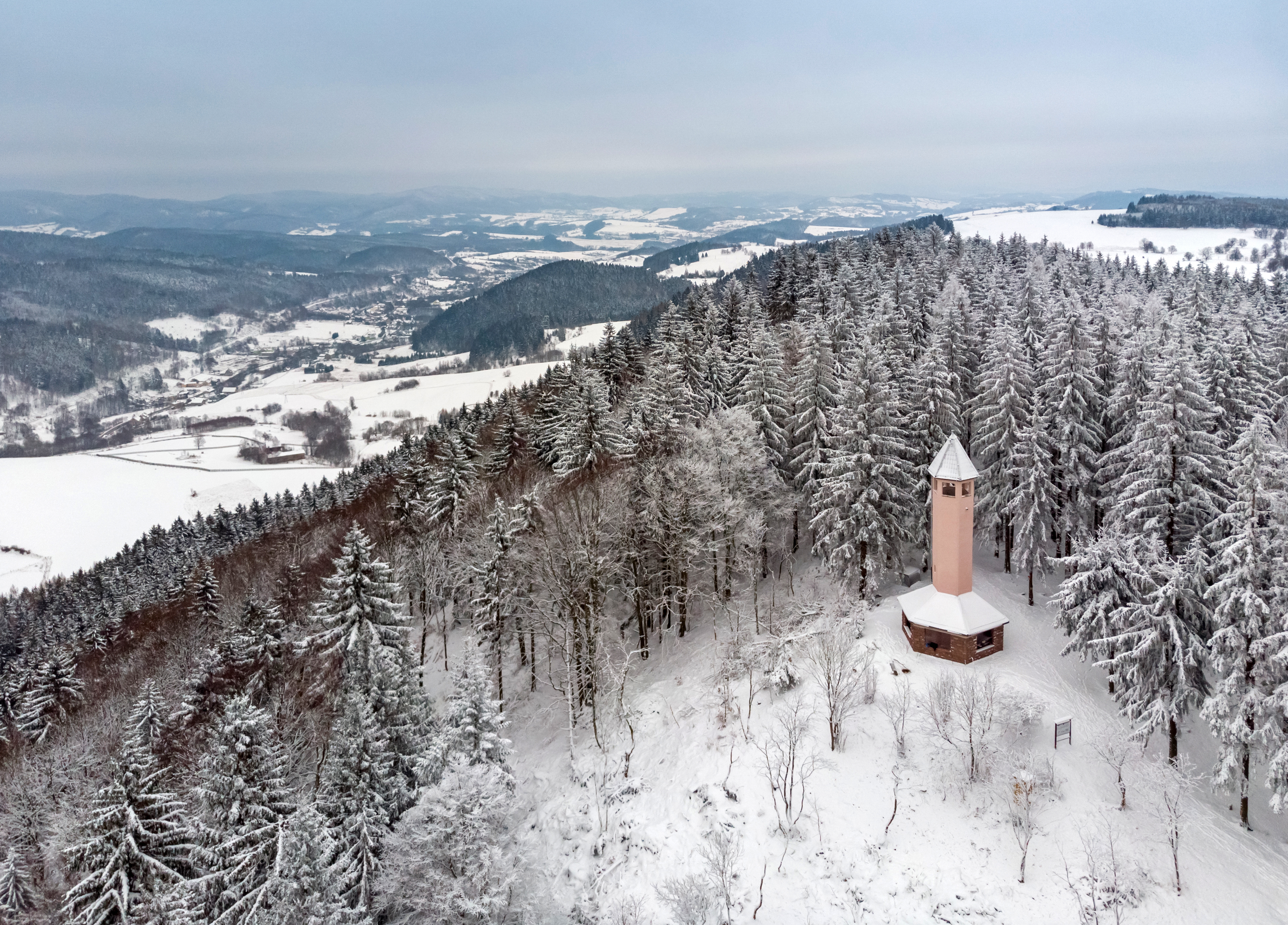
Die Königswalder Spitze, höchster Berg der Neuroder Berge

Die Neuroder Berge (polnisch Wzgórza Włodzickie) sind ein kleines Gebirge in den Mittelsudeten im Südwesten Polens. Sie erstrecken sich über eine Länge von 20 Kilometern von der Neuroder Senke bis in das Steinetal. Das Gebirge liegt in der Woiwodschaft Niederschlesien.

## Lage

Gliederung der Sudeten

Die Neuroder Senke hat in der Gliederung der Sudeten die Nummer 24. Die Neuroder Berge liegen in der Neuroder Senke zwischen dem nordöstlich liegenden Eulen- und Warthagebirge und dem südwestlich gelegenen Heidelgebirge.

## Roter Porphyrtuff
In den Neuroder Bergen gibt es ein Vorkommen von rotem Porphyrtuff. Viele Bauwerke der Region wie das Neuroder Rathaus, das Bahnhofsgebäude in Neurode oder auch die Viadukte der Bahnstrecke Kłodzko–Wałbrzych (früher Dittersbach–Glatz) sind aus diesem roten Porphyrtuff hergestellt.

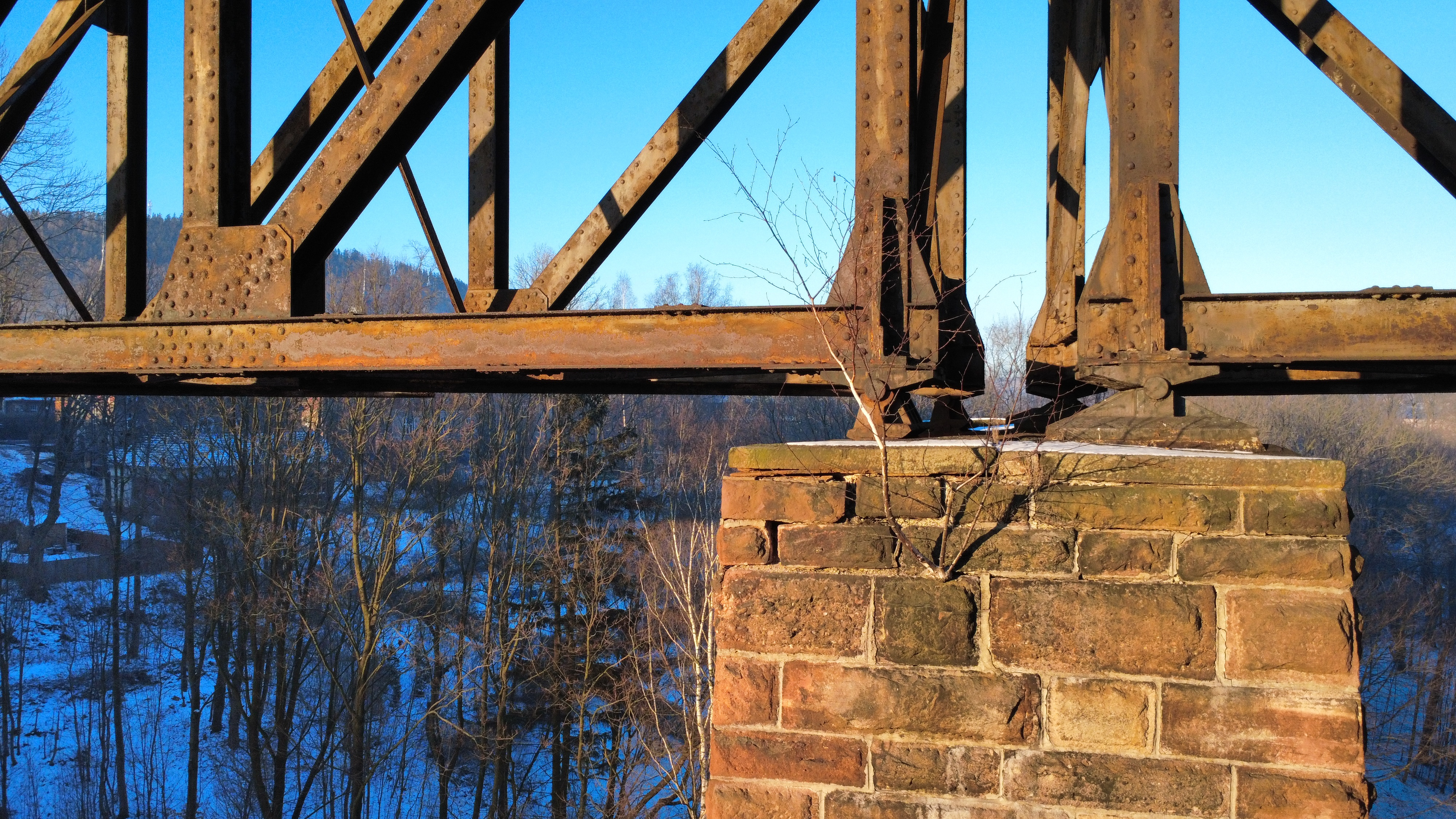
Roter Porphyrtuff; verbaut im Viadukt über dem Schwarzenbachtal in Neurode

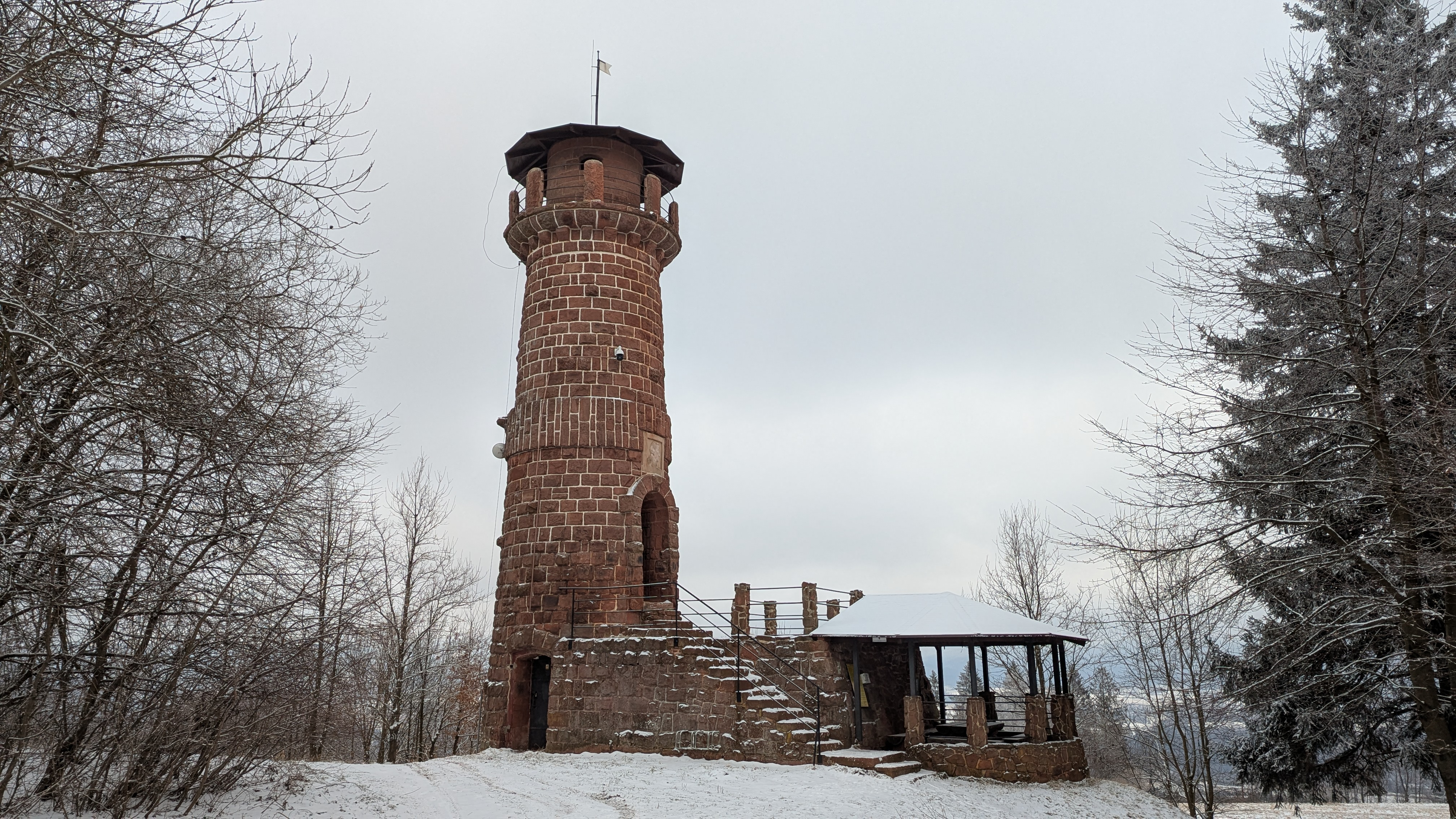
Moltketurm (Nowa Ruda) aus rotem Porphyrtuff

## Verkehr
Die Bahnstationen Świerki Dolne früher (Niederkönigswalde) bis Gorzuchów Kłodzki (früher Möhlten) der Bahnstrecke Kłodzko–Wałbrzych verlaufen innerhalb des Gebietes der Neuroder Berge.

## Gipfel der Neuroder Berge
- Königswalder Spitzberg (polnisch Włodzicka Góra) 757 m n.p.m.
- Pisztyk 711 m n.p.m.
- Pardelówka (Góra Wiatrów) 707 m n.p.m.
- Allerheiligenberg (polnisch Góra Wszystkich Świętych) 648 m n.p.m.
- Annaberg (Nowa Ruda) (polnisch Góra św. Anny) 647 m n.p.m.
- Graupenberg (polnisch Krępiec) 645 m n.p.m.
- Sokoli Garb 615 m n.p.m.
- Kościelec 615 m n.p.m.
- Wilkowiec 598 m n.p.m.
- Ruinenberg (polnisch Grodziszcze) 396 m n.p.m.[4]